# OpenShift
OpenShift è una platform as a service (PaaS) prodotta da Red Hat e di proprietà di IBM: è una piattaforma per applicazioni cloud che rende semplice lo sviluppo, il deploy e la scalabilità. Esistono tre differenti versioni di OpenShift: OpenShift Origin, OpenShift Online e OpenShift Enterprise.
OpenShift Origin, la versione libera di OpenShift, è il progetto a monte per altre due versioni, ed è disponibile su GitHub. Gli sviluppatori possono usare Git per distribuire le applicazioni web sulla piattaforma.
La versione per il cloud computing si chiama OpenShift Enterprise, e permette di eseguire la PaaS ovunque si voglia.
Con OpenShift Online Red Hat si occupa di ospitare la PaaS su Amazon Web Services (AWS) e su Microsoft Azure permettendo di concentrarsi solo sul codice operativo, lasciando tutto il lavoro di gestione del server al team operativo OpenShift: in questo modo è possibile, tra le altre cose, scalare il sistema secondo le proprie necessità, e concentrarsi quindi solo sullo sviluppo della propria applicazione. La versione Online offre una vasta gamma di linguaggi e servizi, distribuiti in applicazioni attraverso un cartridge (cartuccia). I cartridge possono essere framework web, banche dati, servizi di monitoraggio, o connettori di backend esterni.

## Linguaggi supportati
- Haskell
- Java
- JavaScript
- .NET[2]
- Perl
- PHP
- Python
- Ruby

## Database supportati
- Microsoft SQL Server[2]
- MongoDB
- MySQL
- PostgreSQL

## Frameworksupportati
OpenShift supporta i framework per le applicazioni web supportando qualsiasi linguaggio per l'integrazione web si preferisca API, senza richiedere modifiche al codice del framework attuale.
- Node.js for JavaScript
- PSGI for Perl
- Rack for Ruby
- WSGI for Python

Alcuni dei framework che lavorano senza modifiche su OpenShift sono:
- CakePHP
- CodeIgniter
- Django
- Flask
- Laravel
- Perl Dancer
- Ruby on Rails
- Sinatra
- Tornado
- Vert.x[3]
- web2py

## Applicazioni Supportate
Di seguito un elenco dei cartridge web disponibili. Dopo aver creato l'applicazione possono essere aggiunti dei cartridge per attivare funzionalità aggiuntive come i database, metrics e supporto all'integrazione continua con Jenkins.
- Instant Apps come Drupal 7, WordPress 4, Ghost 0.6.4
- Java based cartridge come Tomcat, JBoss
- Ruby
- Ruby on Rails
- PHP, CodeIgniter, PHP con Zend Server
- Python, Django
- Node.js

L'elenco completo può essere visualizzato sulla sito web dopo la registrazione.

## Concorrenti
- Cloud Foundry
- Google App Engine
- Heroku
- Jelastic
- Bluemix